# Eugeissona tristis
Eugeissona trigris (malai: bertam) és una espècie de planta de la família de les palmeres, nativa de Tailàndia, Malàisia e Indonèsia, que es troba freqüentment als boscos de terres baixes, fins als 800 metres d'altitud.

## Descripció
Es tracta d'una planta de tija curta i espinosa, amb el tronc subterrani en la seva major part. Les branques són llargues, podent arribar als 6 o 7 metres de llarg, i caient per l'extrem distal. Les fulles són lanceolades, tenen una longitud de prop d'un metre, i una amplada entre 2 i 2,5 centímetres, que estant perfectament disposades al llarg del raquis, el qual és espinós. Els seus fruits són grans (5 centímetres), durs, escatosos i de color marró.

## Ús
Els seus fruits són comestibles, i s'utilitzen per alleujar els dolors de ronyó. A més, el midó de l'arrel és utilitzat pels pobles indígenes de Borneo com a aliment bàsic, i el seu pol·len com a condiment per l'arròs i plats de sagú..
Les seves branques són utilitzades pels nadius com a revestiment dels murs de les cases i per cobrir el sostre.
Els seus fruits serveixen d'aliment a la tupaia de cua emplomallada i als loris lents.